# 김수연 (바이올리니스트)
김수연(1987년 11월 12일 ~ )은 대한민국의 바이올리니스트이다.

## 생애
독일 중서부의 소도시 뮌스터에서 태어난 김수연은 5살에 Houssam Mayas로부터 처음으로 바이올린 레슨을 받았다. 1996년에 그녀는 뮌스터음대의 Helge Slaatto교수에게 배우게되었다. 그당시에 가장 어린 학생으로 입학하여 2008년 6월 디플롬을 취득할때까지 공부했다.
9살 때 뮌스터 음대에 예비학생으로 들어갔고, 17살 때 정식으로 입학했다. 2008년 뮌스터 음대 대학원을 졸업하였고, 2010년 뮌헨 음대에서 안나추마첸코교수를 사사하며 최고연주자 과정을 마친 후, 이후 크론베르크 아카데미에서 기돈 크레머, 안드라스 쉬프, 유리 바쉬메트, 아나 추마첸코 등 많은 선배 연주자와 연주와 학업을 함께 하였다.
후에 Steigenberger/RathStipendium 보조금을 받았다. 김수연은 Rainer Kussmaul, Ida Haendel, Ana Chumachenco 와 Elizabeth Wallfisch에게 마스터클래스를 수료했다. 그리고 2005년도, 2006년도 ,2012년도에는 Seiji Ozawas의 초청으로 스위스국제아카데미에 참가했다. 그밖에도 그녀는 독일, 한국, 일본, 스웨덴, 덴마크, 프랑스, 이태리, 폴란드, 벨기에, 칠레 등등에서 콘서트를 했다.
그리고 2018년부터는 Konzerthausorchestra Berlin 악장으로 활동하고있다.

쿠르트 마주어, 엘리아후 인발, 정명훈, 안드리스 넬슨스, 스티븐 슬로언, 발터 벨러 등 세계적인 지휘자와 함께 쎙페테르스부르크 헤르미타주 극장 오케스트라, 코페하겐 필, 바덴바덴 필, 뮌헨 심포니커, 바이에른쳄버, 몬테카를로 필하모니, 서울시향 등 세계 유수의 오케스트라와 협연하였다. 2003년 레오폴트 모차르트 국제 바이올린 콩쿠르에서 우승하면서 일찍이 천재성을 보였고, 2006년 하노버 국제 바이올린 콩쿠르에서 우승하면서 세계 음악계의 주목을 받고 있다. 2009년에는 퀸 엘리자벳 국제 콩쿠르에서 4위 입상하였다.
2010년, 2011년 일본 벳부에서 개최되는 마르타 아르헤리치 페스티벌에 참여하여 마르타 아르헤리치, 정명훈, 유리 바쉬메트 등과 함께 연주하였다. 2013년-214년 시즌에는 이태리와 독일을 중심으로 유럽, 아시아, 북남미에서 바흐 <무반주 바이올린 소나타와 파르티타> 리사이틀 연주를 비롯하여 유명 오케스트라와 바쁜 일정을 소화하고 있다.
김수연은 2009년 유니버설뮤직과 전속 계약을 맺은 후 세계 최고의 클래식 레이블인 도이체 그라모폰 (DG)에서 모차르트 바이올린 소나타를 수록한 첫 번째 음반 <Mozartiana (모차르티아나)>를 발매했다. 이후 2011년에 발매한 <J. S. Bach: Sonatas & Partitas for Solo Violin (바흐: 무반주 바이올린 소나타와 파르티타)>앨범은 헨릭 셰링, 나단 밀스타인, 슐로모 민츠에 이어 DG 레이블에서 발매한 네 번째 바흐 <무반주 바이올린 소나타와 파르티타>로 기록되었다. 그리고 2015년 EMI 간판 피아니스트로 활동한 피아니스트 임동혁과 슈베르트의 바이올린 작품 (소나타, 론도, 판타지)을 담은 세 번째 음반<Schubert for Two (슈베르트 포 투)>가 발매되었다. 이어 2016년에는 지난 2012년에 뷔템부르크 챔버 오케스트라와 함께 녹음한 <베토벤 바이올린 협주곡과 두 개의 로망스>가 발매되었다.

## 악기
김수연은 2010년부터 Portigon AG(전 West LB)에서 후원받은 1684년산악기,을 사용했었고, 2015년 1월부터는 Nippon Music Foundation에서 후원받은 1702년산 Stradivari "Lord Newlands"으로 연주하고있다.

## 공연
- 2013 교향악축제 - 원주시립교향악단
- 2012 디토 페스티벌 - 솔로를 위하여 Project 1
- 2011 부천필하모닉오케스트라 신년음악회
- 바이올리니스트 김수연의 명연주
- 2014아람누리심포닉시리즈차이콥스키vs라흐마니노프3
- 경기필하모닉 마스터시리즈 IV <영웅의 생애>
- 대전시립교향악단 마스터즈 시리즈 5
- 김수연, 임동혁 Grand Duo 콘서트
- 바이올리니스트 김수연 바흐 무반주 전곡 리사이틀
- 스타즈 온 스테이지 : Stars on Stage 2018
- 신영증권과 함께하는 클래식 레볼루션 2021 부산시립교향악단
- 마에스트로 정명훈 실내악 콘서트 - 강릉
- KBS교향악단 제777회 정기연주회
- 마에스트로 정명훈 실내악 콘서트 - 서울
- 마에스트로 정명훈 실내악 콘서트 Maestro MyungWhun Chung Chamber Music Concert

## 솔리스트로서의 업적
김수연은 솔리스트로서 지휘자 Mariss Jansons, Kurt Masur, Eliahu Inbal, 정명훈, Steven Sloane, Jan Latham-Koenig, Peter Ruzicka, Walter Weller 등등과 같이 연주했다.
- Deutsche Kammerphilharmonie Bremen,
- 북유럽오페라 오케스트라,
- 성 피터스부르크 시어터 오케스트라,
- 코펜하겐 필하모니 오케스트라,
- Baden-Badener 필하모니 오케스트라,
- 뮌헨 심포니커,
- 아우그스부르크 필하모니커,
- 바이에른 캄머필하모니,
- Cottbus 슈타츠오케스트라,
- 스트라스부르크 오케스트라,
- 보훔 심포니커,
- Niederrheinisch 심포니커,
- Württembergisches Kammerorchester Heilbronn,
- Amadé 캄머 필하모니,
- 서울시립교향악단,
- NDR 심포니오케스트라.

## 콰르텟
2019년 6월부터 아르테미스 콰르텟 멤버로 활동하고있다.

## 음반
| 년도 | 타이틀                                                                                          | 수록 곡 | 음반회사                 | 주석 |
| ---- | ----------------------------------------------------------------------------------------------- | --- | ------------------------ | --- |
| 2003 | Kammermusik                                                                                     | Franz Wüllner: Violinsonata e minor op. 30                                                                                                  | Verlag Dohr, Köln        | Tobias Bredohl (piano)와 작업                                                                                              |
| 2005 | Debut: Mozart - Hartmann                                                                        | Wolfgang Amadeus Mozart: Violin concerto KV 218 Karl Amadeus Hartmann: 2. Suite for Violin solo, Concerto funèbre                           | OehmsClassics            | 바이에른 캄머심포니와 작업                                                                                                 |
| 2009 | Mozartiana                                                                                      | W. A. Mozart: Violinsonata K 304, 378 & 454 Duo & Variations for Violin und Viola                                                           | Deutsche Grammophon (DG) | Interpreten: Evgeni Bozhanov Richard Yongjae O‘Neill                                                                       |
| 2009 | Joseph Joachim Violin Concerto in the Hungarian Style, Op. 11 Violin Concerto in G minor, Op. 3 | Joseph Joachim: Violinconcerto, Op. 11 Violinconcerto in G Major, Op. 3                                                                     | NAXOS                    | Michael Halász감독하에 Weimarer Staatskapelle와 작업 (이 음반은 Hannover International Violin Competition의 수상자 음반임) |
| 2011 | J. S. Bach Sonatas & Partitas                                                                   | Bach Sonatas and Partitas for Violin Solo                                                                                                   | Deutsche Grammophon      | |
| 2015 | 슈베르트 포 투                                                                                  | Sonata For Violin And Piano In A D.574, Fantasia In C For Violin And Piano D.934                                                            | Deutsche Grammophon      | |
| 2016 | 베토벤 바이올린협주곡과 두개의 로망스                                                           | 바이올린 협주곡 D장조 작품 61,바이올린과 오케스트라를 위한 로망스 1번 G장조 작품 40, 바이올린과 오케스트라를 위한 로망스 2번 F장조, 작품 50 | Deutsche Grammophon      | |

## 한국에서의 공연
- 김수연, 임동혁 Grand Duo 콘서트 2018. 11. 18 (예술의전당 IBK챔버홀)

- 스타즈 온 스테이지 : Stars on Stage 2018. 8. 15 (롯데콘서트홀)

- 바이올리니스트 김수연 바흐 무반주 전곡 리사이틀 2016. 5. 29 (LG아트센터)

- 대전시립교향악단 마스터 시리즈5 2016. 5. 26 (대전예술의전당 아트홀)

- 바이올리니스트 김수연의 명연주 2016. 3. 25 (JCC아트센터 콘서트홀)

- 2013 교향악축제 - 원주시립교향악단 2013. 4. 6 (예술의전당 콘서트홀)

- 2012 디토 페스티벌 - 솔로를 위하여 Project 1 2012. 6. 20 (LG아트센터)

## 콩쿨
1999
- 코펜하겐 국제 청소년 콩쿨 1위

2001
- 독일연방 청소년 콩쿨 1위

2002
- DAAD수상
- baden-badender 필하모니/칼플레쉬 아카데미 Stennebrüggen상

2003
- 레오폴트 모차르트 국제콩쿨 1위, 청중상 수상
- 브람스협회 콩쿨 in Baden-Baden 브람스상
- 독일 악기후원 콩쿨 수상자

2005
- Landes Nordrhein-Westfalen 젊은 아티스트를 위한 장려금
- Konrad Adenauer재단 장학생

2006
- 하노버 요아힘 바이올린 국제 콩쿨 1위

2009
- 퀸 엘리자베스 국제 콩쿨 4위

## 논평
“김수연은 이미 완성된 거장이다. 동양 여성 바이올리니스트가 표현하기 힘든 중후한 중부 유럽 음색을 내며 정확하고 강건한 테크닉 등 뼈대가 튼튼한 연주자”
- 음악평론가 박제성, 2015
“최고의 감동, 놀라울 정도로 균형 잡힌 연주, 메마른 감성의 청중이 아니라면 눈물을 참을 수 없을 것” – BBC 매거진
“What this second movement requires ist the sense of desolate introspection and withdrawal that is present in abundance in the recent version of the Concerto, by the young German violinist Suyoen Kim. […] But the Concerto’s most insightful recording comes, astonishingly, from one of the youngest groups of performers: the supremely eloquent and marvelously poised German violinist Suyoen Kim, with Pietari Inkinen making his chamber-sized band obey every last nuance in the score, will bring tears to the eyes of all but the hardened listener. Hartmann’s times were such that he could not waste effort on music that did not matter: the “Concerto funèbre” is intense, serious, a powerful musical encapsulation of the pity of war, loss, shame and anger. Suyoen Kim’s version is worthy of this essential 20th-century masterpiece.”
- Piers Burton-Page, BBC Music Magazine, 2006년 2월
“Suyoen Kim plays with the technical brilliance and musical maturity that have already brought her, at the age of 18, to the attention of conductors like Kurt Mazur and Seiji Ozawa. The Mozart is full of charm, played with an alluring warmth of tone, a nice sense os scale and fluid melodic lines. Hartmann’s Suite is in four short movements, it was written in 1927 and is very much of its time, with its jazzy finale and a feeling that Stravinsky’s soldier is not far away. Suyoen Kim dispatches its pyrotechnics with ease, and weaves its melodies with sensitivity and assurance. The “Concerto funèbre”, also of its time, is much darker work, which mostly eschews showy virtuosity in favour of extendes melodic lines – halting and fragmented in the slow movement, wide-reaching and impassioned in the third. Suyoen Kim plays with fluency and occasional high drama. In the tragic finale she is affecting and beautiful, like a bleak counterpart to Vaughan William’s lark.”
- Tim Homfray in: the Strad, 2006년 7월